# Miguel Mateos Sinfónico
Miguel Mateos Sinfónico es el nombre del cuarto álbum en vivo y decimotercer álbum del cantante, compositor y productor argentino de rock latino en español Miguel Mateos. 
Fue lanzado al mercado por BMG Rights Management el 25 de agosto de 2023.
El álbum contiene el concierto homónimo llevado a cabo el 2022 en el Teatro Colón de Argentina. Las canciones que se incluyen son los éxitos del cantautor en versiones sinfónicas. 
Incluye dos temas nuevos como: “Ambrosía" y “Primer vuelo al infinito (Extracto de la Ópera los tres reinos)".

## Historia
El álbum contiene grabaciones en vivo del concierto sinfónico llevado a cabo en el Teatro Colón que se hizo en 2022, donde hubo más de cuarenta músicos en la orquesta, además de la banda de rock.
La idea original de Miguel era hacer el evento años antes, pero debido a la pandemia no se pudo, sin embargo el cantautor estuvo laborando el proyecto.
El mismo año del lanzamiento del álbum se realizó una gira en todo el territorio nacional, comenzando en septiembre en la Arena Maipú en Mendoza, Teatro del Bicentenario en San Juan, Teatro El Círculo en Rosario, Quality Arena en Córdoba y finalizando en octubre en el mítico Estadio Luna Park en Buenos Aires.

## Lista de canciones
Todas las canciones escritas y compuestas por Miguel Mateos, excepto “Primer Vuelo al Infinito"* donde también canta a dúo con la artista argentina Antonela Cirillo. 
| N.º     | Título                                                                                   | Duración |  |
| 1.      | «En la Cocina, Huevos (Sinfónico en Vivo)»                                               | 5:52     |  |
| 2.      | «Perdiendo el Control (Sinfónico en Vivo)»                                               | 5:09     |  |
| 3.      | «Mi Sombra en la Pared (Sinfónico en Vivo)»                                              | 5:44     |  |
| 4.      | «Beso Francés (Sinfónico en Vivo)»                                                       | 5:38     |  |
| 5.      | «Si Tuviéramos Alas (Sinfónico en Vivo)»                                                 | 4:36     |  |
| 6.      | «Llámame Si Me Necesitas (Sinfónico en Vivo)»                                            | 4:39     |  |
| 7.      | «Un Mundo Feliz (Sinfónico en Vivo)»                                                     | 4:57     |  |
| 8.      | «Cuando Seas Grande (Sinfónico en Vivo)»                                                 | 5:40     |  |
| 9.      | «Ambrosía (Sinfónico en Vivo)»                                                           | 5:31     |  |
| 10.     | «Atado a un Sentimiento (Sinfónico en Vivo)»                                             | 3:43     |  |
| 11.     | «Un Gato en la Ciudad (Sinfónico en Vivo)»                                               | 4:26     |  |
| 12.     | «*Primer Vuelo al Infinito (Extracto de la Ópera “Los Tres Reinos") (Sinfónico en Vivo)» | 5:48     |  |
| 13.     | «Obsesión (Sinfónico en Vivo)»                                                           | 4:32     |  |
| 14.     | «Tirá Para Arriba (Sinfónico en Vivo)»                                                   | 5:49     |  |
| 1:08:44 |                                                                                          |          |  |